# ...(Puntos suspensivos)
…(Pontos suspensivos)  é um filme Argentino filmado em cores dirigido por Edgardo Cozarinsky segundo seu próprio guião produzido em 1970 mas não estreada comercialmente. Teve como protagonistas Jorge Álvarez, Marcia Moretto, Roberto Villanueva e Marilú Marini   e o título alternativo de Dot... Dot… Dot… . 
O filme inclui um fragmento de Nosferatu, um filme mudo dirigido por F. W. Murnau em 1922.
Foi exibida no Festival Internacional de Cinema de Cannes de 1971 e foi seleccionada como candidata ao melhor filme no Festival do Museu de Arte Moderna de Nova York e no Festival de Festivais de Londres de 1971.

## Sinopse
Um padre de extrema direita descobre através de três encontros finques (com o exército, com uma família burguesa e com um sacerdote terceiromundista) que por sua ideologia ficou fora de época. 

## Restauração
O negativo original foi resgatado pela Fundação Cinemática Argentina e Cozarinsky levou-o para França. Em 2011 o negativo foi importado temporariamente a Buenos Aires para a obtenção de uma cópia nova em 35mm, que foi dosificada por Alberto Acevedo e Walter Rios, com supervisão de Cozarinsky. Este processo foi realizado por Fernando M. Peña, com a colaboração do Museu de Arte Latino-Americana de Buenos Aires - Fundação Costantini e Cinecolor.